# Górki Małe (Brenna)
Górki Małe (deutsch Klein Gurek oder Nieder Gurek, tschechisch Malé Hůrky) ist eine Ortschaft mit einem Schulzenamt der Gemeinde Brenna im Powiat Cieszyński der Woiwodschaft Schlesien, Polen.

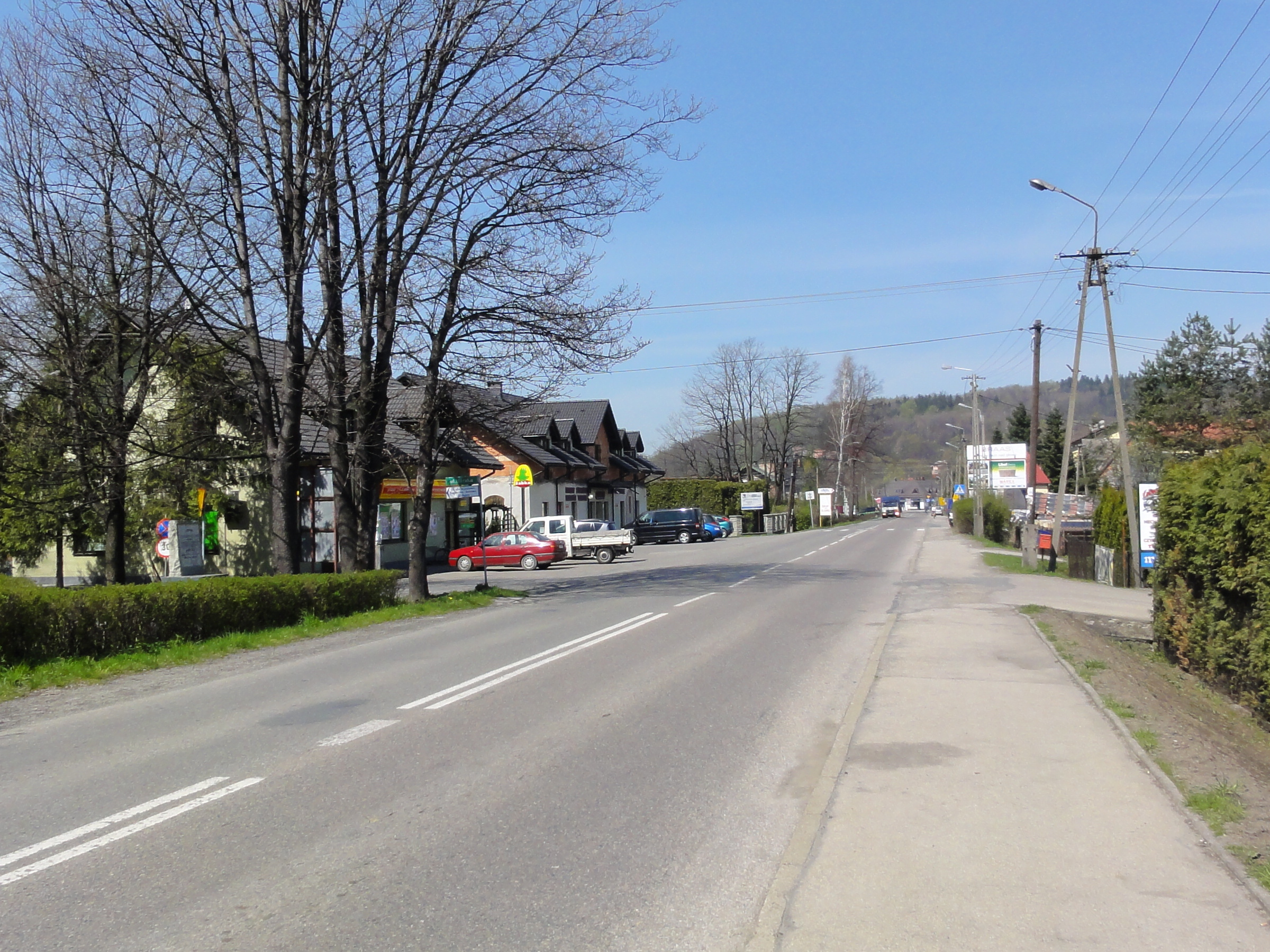
Ortsmitte

## Geographie
Górki Małe liegt im Schlesischen Vorgebirge (Pogórze Śląskie), am rechten Weichsel-Zufluss Brennica etwa 20 km südwestlich von Bielsko-Biała und 50 km südlich von Katowice im Kreis Teschen.
Das Dorf hat eine Fläche von 275 ha.
Nachbarorte sind Górki Wielkie im Norden, Brenna im Südosten, die Stadt Ustroń im Südwesten.

## Geschichte
Das Dorf liegt im Olsagebiet (auch Teschner Schlesien, polnisch Śląsk Cieszyński).
Das Dorf Górki (Gorki) existierte schon im 13. Jahrhundert. Ein Teil des Dorfes wurde abgeteilt, um einem Ritter zu verschenken, es wurde später um 1305 als Gorkii villa wlodarii erwähnt, heutige Górki Wielkie. Wenngleich die Quellen schwiegen über der übriggebliebene fürstliche Teil bis 1566, wenn es als [von] malych Gurek erwähnt wurde. Auf polnisch der Name Górki bedeutet [die] Hügelchen.
Politisch gehörte das Dorf ursprünglich in der Zeit des polnischen Partikularismus zum Herzogtum Oppeln-Ratibor (Teschener Kastellanei). Das Herzogtum wurde 1281 nach dem Tod von Wladislaus I. von Oppeln geteilt. Endgültig (1290) gehörte das Dorf zum Herzogtum Teschen. Seit 1327 bestand die Lehnsherrschaft des Königreichs Böhmen und seit 1526 gehörte es zur Habsburgermonarchie.
Nach der Aufhebung der Patrimonialherrschaften bildete es ab 1850 eine Gemeinde in Österreichisch-Schlesien, Bezirk Bielitz und Gerichtsbezirk Skotschau. In den Jahren 1880–1910 verkleinerte sich die Einwohnerzahl von 351 im Jahre 1880 auf 329 im Jahre 1910, es waren überwiegend polnischsprachige (zwischen 98,3 % und 100 %). Im Jahre 1910 waren 90,6 % römisch-katholisch, 9,4 % evangelisch.
1920, nach dem Zusammenbruch der k.u.k. Monarchie und dem Ende des Polnisch-Tschechoslowakischen Grenzkriegs, kam Górki Małe zu Polen. Unterbrochen wurde dies nur durch die Besetzung Polens durch die Wehrmacht im Zweiten Weltkrieg.
Von 1975 bis 1998 gehörte Górki Małe zur Woiwodschaft Bielsko-Biała.